# Liturgiske bøger
Liturgiske bøger er betegnelse for de bøger, der bruges som anvisning for og hjælpemidler til afholdelse af gudstjeneste.

## Den katolske kirke
Indtil reformationen var der variationer i den katolske kirkes liturgiske bøger. I Danmark brugte man således Missale Lundense, som var den gældende for kirkeprovinsen med Lunds ærkebiskop i spidsen. På Tridentinerkoncilet blev det bestemt, at den romerske messeordning i Missale Romanum skulle anvendes i hele kirken, bortset fra områder, der kunne påvise en messeordning af meget stor ælde.
De vigtigste liturgiske bøger var:
Til messen:
- Missale (præstens bog med gudstjenestens tekster)
- Graduale (tilhørende melodibog)

Til tidebønnerne:
- Breviarium (teksterne til tidebønnerne)
- Antifonale (melodier til de sungne tidebønner)

Efter Det andet Vatikankoncil 1962-65 blev der lavet en ny gudstjenesteordning og nye liturgiske bøger, som anvendes i oversættelser og bearbejdelser til mange forskellige sprog.

## Folkekirken
Efter reformationen blev der i de lutherske kirker udarbejdet liturgiske bøger på modersmålet. I Danmark rummedes reglerne for gudstjenestens afholdelse i Kirkeordinansen 1537/39, som indeholdt reglerne for nyordningen af kirken i det hele taget.
I 1685 udsendtes Danmark og Norgis Kirke-Ritual, som i princippet var gældende op til begyndelsen af forrige århundrede. Alterbog udkom i forskellige udgaver.
Den sidste fornyelse af de liturgiske bøger skete ved kongelig autorisation af 12. juni 1992. Alterbogen og ritualbogen autoriseres efter den danske kirkeordning af regenten.
De autoriserede bøger var:
- Ritualbog, som rummer ordninger for gudstjenester og kirkelige handlinger.
- Alterbog, som primært indeholder de forordnede bønner og bibelske læsestykker til hver søn- og helligdag.

Dertil kom det uautoriserede:
- Tillæg til Alterbogen, som rummer yderligere bønner og læsestykker, og mulige varianter i gudstjenestens udformning udover dem, som findes i alterbogen.

Disse tre kan siges sammen med Bibelen at være præstens liturgiske bøger.
Menighedens liturgiske bog er:
- Salmebogen autoriseret 29. juli 2003, som udover 791 salmer også rummer store dele af ritualboegens og alterbogens indhold.

Danske lutherske salmebøger rummer i modsætning til mange andre kirkers salmebøger ikke noder. Derfor findes der også to (uautoriserede) melodibøger, som må siges at høre med til de nødvendige liturgiske bøger:
- Koralbog til Den Danske Salmebog 2003, som rummer firstemmige udsættelser af melodierne til salmebogens salmer. Det er primært organistens bog.
- Melodisamling til Den Danske Salmebog 2003, som er en enstemmig udgave af koralbogen til brug for kirkesanger og kor.

Ud over disse liturgiske bøger kan der også forekomme andre, mere eller mindre officielle salmebogstillæg, Den danske Tidebog, og andre.